# Rothmannia globosa
Rothmannia globosa es una especie de árbol pequeño pero muy decorativo de Sudáfrica en la familia Rubiaceae. Se encuentra en los bosques siempreverdes y a lo largo de las márgenes de los mismos en la Provincia Oriental del Cabo y al norte hasta la provincia de Limpopo y Suazilandia.

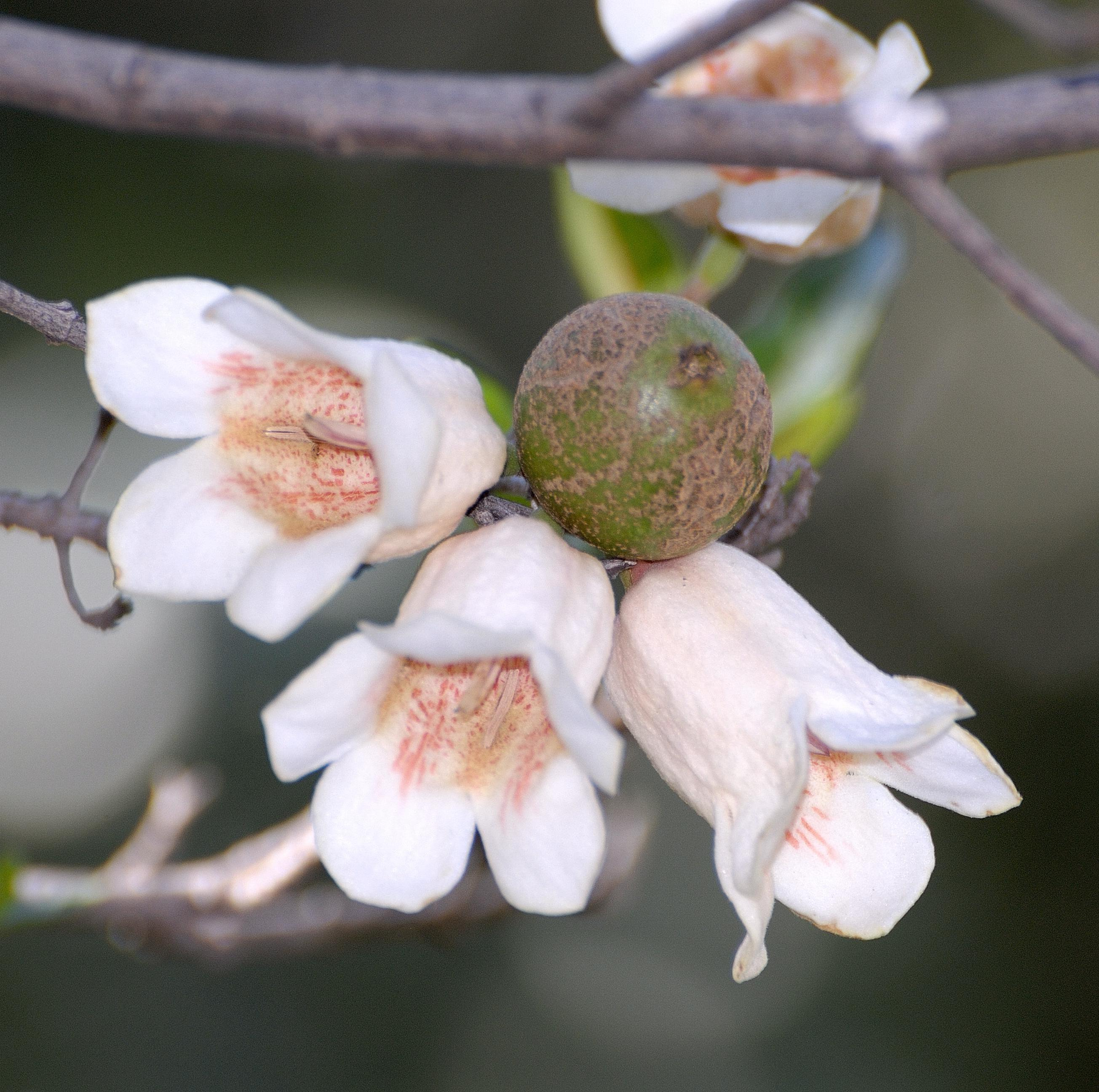
Detalle de la flor

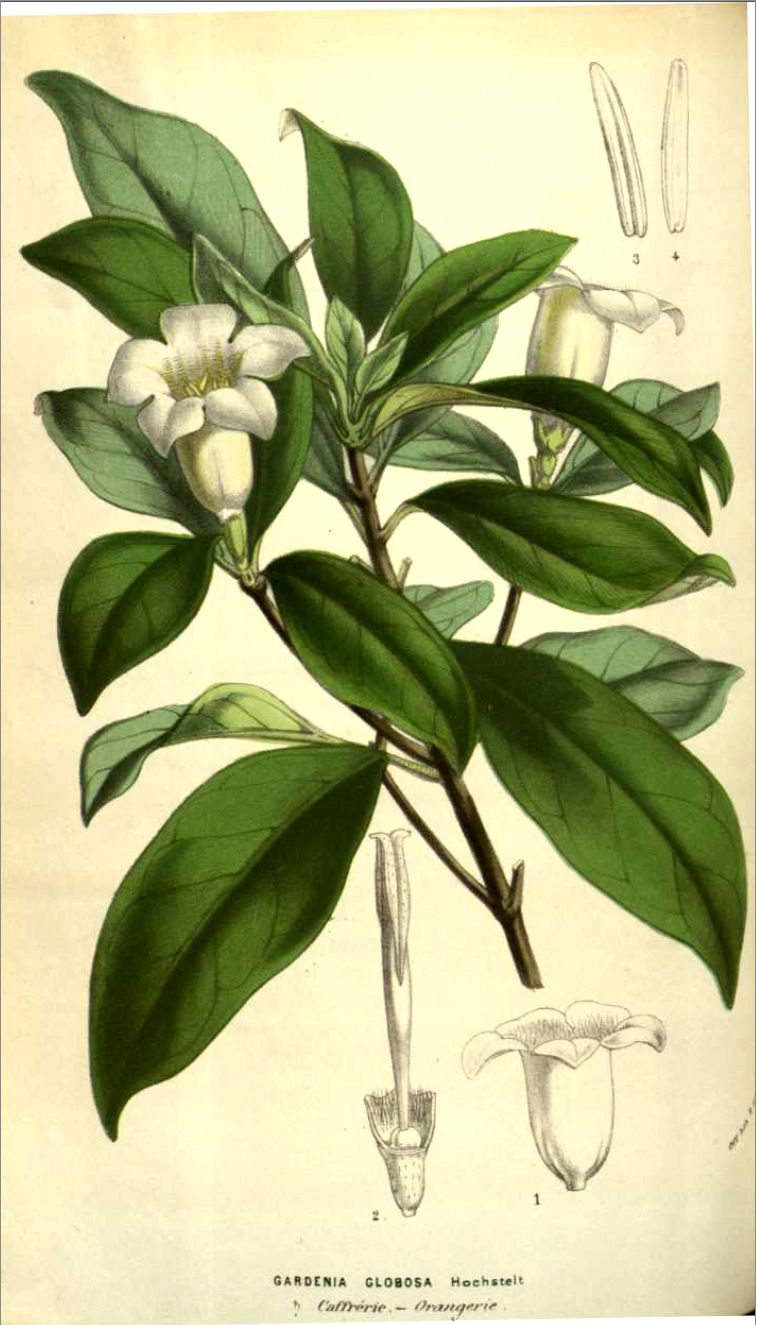
Ilustración

## Descripción
La corteza es café-grisácea con marcas rectangulares. Las hojas son brillosas, con frecuencia con venas marrones en el envés con acarodomacios en las axilas – los acarodomacios son comunes en esta familia y son un carácter diagnóstico útil. El nombre específico se refiere a los frutos esféricos de aproximadamente 25mm de diámetro.

## Taxonomía
Rothmannia globosa fue descrita por (Christian Ferdinand Friedrich Hochstetter) Ronald William John Keay y publicado en Bulletin du Jardin Botanique de l'État 28: 56, en el año 1958.
Etimología
Rothmannia: nombre genérico que fue otorgado por Carl Peter Thunberg en honor de Göran Rothman (1739–1778).
globosa: epíteto latín que significa "con forma de globo"
Sinonimia
- Gardenia globosa Hochst.	basónimo
- Rothmannia microphylla Garcia[3]